# United European Gastroenterology
United European Gastroenterology (UEG) est une organisation professionnelle médicale à but non lucratif dans le domaine de la gastro-entérologie et de la santé digestive dans toute l'Europe. L'objectif premier de l'UEG est de renforcer les connaissances, d'améliorer les normes de soins aux patients et de sensibiliser le public aux maladies gastro-intestinales et aux affections connexes,. Le siège de l'UEG est situé à Vienne, en Autriche, et dispose d'un bureau séparé à Bruxelles, en Belgique.
Le United European Gastroenterology Journal (UEG Journal) est la publication officielle de l'organisation. Une des principales activités stratégiques est l'organisation de la United European Gastroenterology Week (UEG Week), qui est un congrès institutionnel annuel se tenant à l'automne et attirant plus de 10.000 participants.

## Lifetime Achievement Award
Le Lifetime Achievement Award de la United European Gastroenterology est une distinction décernée chaque année par la Fédération européenne de gastro-entérologie (UEG).
Elle distingue des professionnels de la santé pour leur apport fondamental à la gastro-entérologie.
Les lauréats ont contribué à l'amélioration de la vie des personnes atteintes de maladies gastro-intestinales. Leur implication, mobilisation et communication ont été importantes pour la United European Gastroenterology.
Les lauréats sont nommés en fonction de leur reconnaissance par le monde médical de la gastro-entérologie.

### Lauréats
| Personnalité          | Pays            | Année |
| --------------------- | --------------- | ----- |
| Jan Tack              | Belgique        | 2023  |
| Michael Manns         | Allemagne       | 2022  |
| Michael Farthing      | Royaume-Uni     | 2021  |
| Peter Milla           | Royaume-Uni     | 2020  |
| Peter Malfertheiner   | Allemagne       | 2019  |
| Colm O’Morain         | Irelande        | 2018  |
| Anthony Axon          | Royaume-Uni     | 2017  |
| Guenter J. Krejs      | Autriche et USA | 2016  |
| Chris Hawkey          | Royaume-Uni     | 2015  |
| Christoph Beglinger   | Suisse          | 2014  |
| Giovanni Gasbarrini   | Italie          | 2013  |
| Jean-Paul Galmiche    | France          | 2012  |
| Hermon Dowling        | Royaume-Uni     | 2011  |
| Juan Ramon Malagelada | Espagne         | 2010  |
| Guido Tytgat          | Pays-Bas        | 2009  |